# آلان ليروي لوك
آلان ليروي لوك (بالإنجليزية: Alain LeRoy Locke) (13 سبتمبر 1885 – 9 يونيو 1954) كاتب، وفيلسوف، ومعلم، ومناصر للفنون في أمريكا. تميز لوك بكونه أول عالم من أصل أفريقي يحصل على منحة رودس عام 1907، وكذلك بكونه المعماري الفلسفي، وعميد عصر نهضة هارلم. نتيجة لذلك، أدرج اسمه في قوائم الأمريكيين الأفارقة المؤثرين بشكل متكرر. في 19 مارس 1968، قال مارتن لوثر كينج الابن عنه: «سنعلّم أطفالنا أن الفلاسفة لم يكونوا أفلاطون وأرسطو فقط، بل دو بويز وآلان لوك أيضًا».

## بداية حياته والتعليم
ولد آلان لوك في فيلادلفيا، بنسلفانيا، في 13 سبتمبر 1885، ينحدر والداه بليني إسماعيل لوك (1850-1892)، وماري هوكينز لوك (1853-1922) من عائلات بارزة من السود الأحرار، وكان آلان طفلهم الوحيد. يعدّ والده أوّل موظف أسود في الخدمة البريدية للولايات المتحدة الأميركية، كما درّس جده من والده في معهد الشباب الملون في فيلادلفيا. ويعد جد أمه شارل شورت بطلًا بارزًا في حرب 1812. عملت والدته معلمة وزرعت فيه الشغف بالتعليم والأدب. في عام 1902، تخرج لوك في المدرسة الثانوية المركزية في فيلادلفيا وكان في المرتبة الثانية في صفه، والتحق لاحقًا بكلية التربية في فيلادلفيا.
في عام 1907، تخرج لوك في جامعة هارفرد بدرجة الماجستير في اللغة الإنجليزية والفلسفة، وكُرّم بصفته عضوًا في جمعية فاي بيتا كابا وحائزًا على جائزة بودوان. بعد تخرجه، أصبح آلان أول أمريكي من أصل أفريقي تختاره لجنة منحة رودس (وآخر من يتم اختياره حتى عام 1960). في ذلك الوقت، لم تلتق لجنة منحة رودس بالمرشحين شخصيًا، ولكن كانت هناك أدلة عرفوا من خلالها على الأقل أنه من أصل أفريقي. عندما وصل إلى أكسفورد، مُنع لوك من دخول عدد من الكليات، رفض العديد من الحاصلين على المنحة من الجنوب الأمريكي ارتياد كليته أو حضور المناسبات معه. أدخل في النهاية إلى كلية هيرتفورد، حيث درس الأدب والفلسفة واليونانية واللاتينية من سنة 1907-1910. في عام 1910، التحق بجامعة برلين، حيث درس الفلسفة.

## التدريس والمنحة الدراسية
حصل لوك على منصب أستاذ مساعد في اللغة الإنجليزية في جامعة هوارد عام 1912، وهناك، أصبح عضوًا في جمعية فاي بيتا سيغما.
عاد لوك إلى هارفارد عام 1916 للعمل على أطروحته للحصول على درجة الدكتوراه بعنوان «مشكلة التصنيف في نظرية القيمة»، ناقش فيها الأسباب وراء الآراء والتحيزات الاجتماعية، وأن هذه الأسباب ليست حقيقية أو خاطئة من الناحية الموضوعية وبالتالي فهي غير عالمية، وحصل على درجة الدكتوراه في الفلسفة عام 1918.
عاد لوك إلى جامعة هوارد للعمل رئيسًا لقسم الفلسفة. خلال هذه الفترة، بدأ تعليم الصفوف الأولى حول العلاقات العرقية، ما أدى إلى فصله في عام 1925. بعد إعادة تعيينه عام 1928، بقي لوك في هوارد حتى تقاعده في عام 1953. توجد قاعة تحمل اسمه في حرم الجامعة.
دعم لوك الفنانين والكتاب والموسيقيين الأمريكيين الأفارقة، وشجعهم على استيحاء واستلهام أعمالهم من أفريقيا، وشجعهم أيضًا على تصوير ووصف المواضيع الأفريقية والأمريكية الأفريقية، والاستفادة من تاريخهم. تتضمن موارد المكتبة التي بنتها دوروثي بورتر لدعم هذه المواضيع مواد من رحلاته واتصالاته.

## التوجه الجنسي
كان لوك مثلي الجنس، وربما كان يشجع ويدعم مثليين آخرين من الأمريكيين الأفارقة الذين كانوا جزءًا من نهضة هارلم، لكنه لم يجاهر بتوجهه أمام العامة بشكل كامل.

## روابط خارجية
- آلان ليروي لوك على موقع الموسوعة البريطانية (الإنجليزية)
- آلان ليروي لوك على موقع إن إن دي بي (الإنجليزية)